# Banschaft Vrbas

Vrbaska banovina

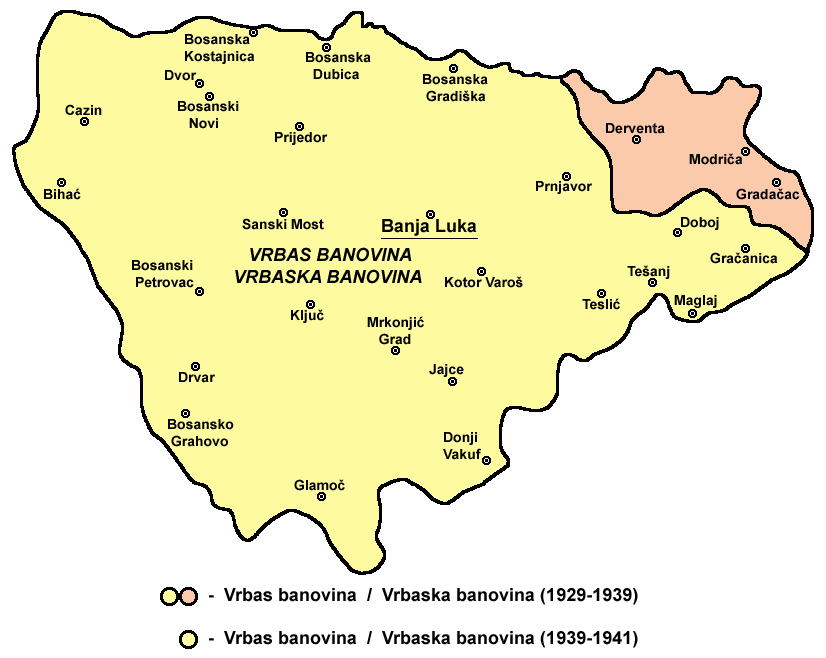
Die Banschaft Vrbas (1929–1941)

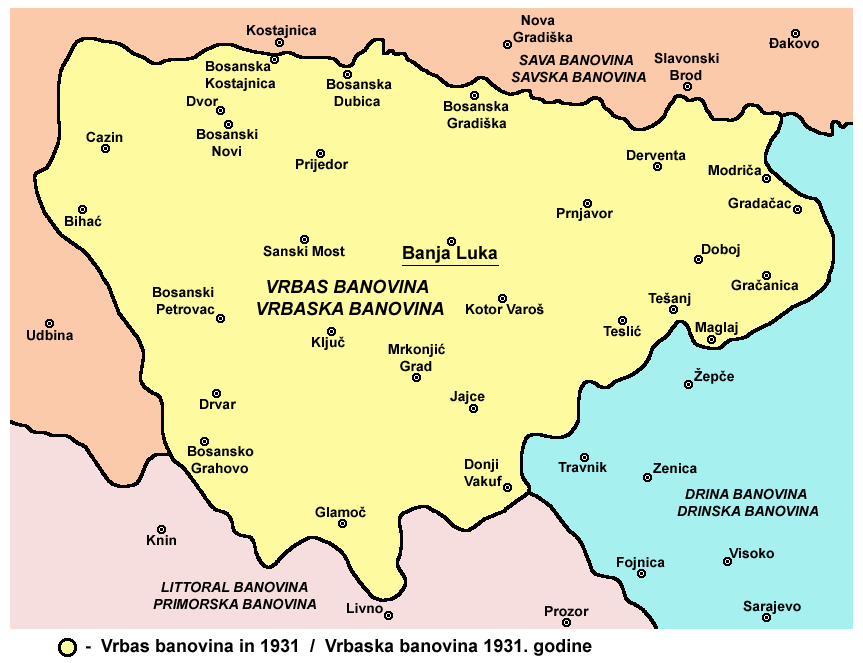
Die Banschaft Vrbas (1931)

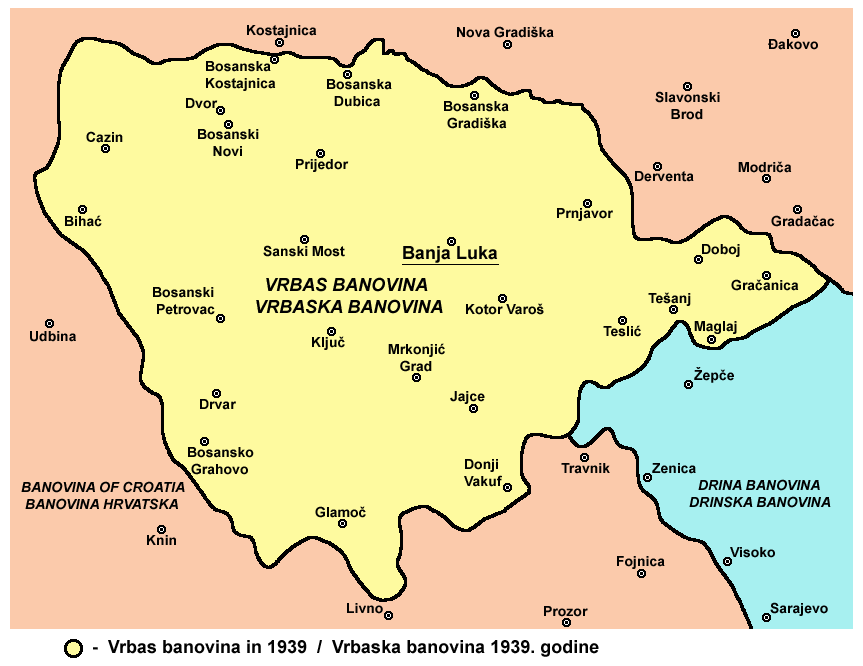
Die Banschaft Vrbas (1939)

Die Banschaft Vrbas (serbokroat. Vrbaska banovina, kyrill. Врбаска бановина) war eine der neun Banschaften des Königreichs Jugoslawien, welche am 3. Oktober 1929 gebildet wurden. Die Hauptstadt war Banja Luka. Die Banschaft umfasste etwa den westlichen Teil Bosnien-Herzegowinas. Ihren Namen bekam die Banschaft nach dem Fluss Vrbas.
Die Banschaft Vrbas hatte ihre Vertreter im jugoslawischen Senat (3), in der Volksvertretung (25) und im Rat der Banschaften (35). Sie wurde gebildet aus den ehemaligen Bezirken von Vrbas und Bihać, Teilen der Bezirke von Travnik und Tuzla, sowie dem südlichen Teil der Banija in Kroatien. Das Gebiet betrug etwa 20.900 km² und war gegliedert in 24 Kreise und 161 Gemeinden.   

## Bevölkerung
Nach der Volkszählung von 1931 hatte die Banschaft Vrbas eine Bevölkerung von 1,037.382 Menschen, davon betrug der männliche Bevölkerungsteil etwa 51 % und der weibliche 49 %. Jugoslawen orthodoxen Glaubens bildeten 57,89 % der Bevölkerung (im Kgr. Jugoslawien wurden Volkszählungen nicht nach Nationalitäten geführt, sondern nach der Sprache; so wurden Serben, Kroaten und Bosniaken in die serbokroatische Sprache zusammengefasst), Jugoslawen islamischen Glaubens 24,13 % und Jugoslawen römisch-katholischen Glaubens 16,66 %. Protestanten machten 0,31 % und jugoslawische Juden 0,11 % der Bevölkerung aus.

## Wirtschaft und Verkehr
Die wichtigsten Städte der Banschaft waren Banja Luka und Bihać, weitere wichtige Ortschaften waren Bosanski Novi, Derventa, Prijedor, Bosanska Gradiška, Bosanska Dubica, Doboj, Gračanica und Bosanski Brod. Es wurden bedeutende Fortschritte in der Entwicklung des Verkehrs, der Landwirtschaft, des Bildungs- und Gesundheitswesens erzielt.

## Geschichte
Die Banschaft Vrbas entstand 1929 mit der Reorganisation des jugoslawischen Staates vom Königreich der Serben, Kroaten und Slowenen in das Königreich Jugoslawien unter Alexander I. Mit der Gründung der kroatischen Banschaft 1939 fielen kleinere Gebiete mit Derventa im Nordosten an die neue Banschaft. Nach dem Angriff des Hitler-Regimes auf das Königreich Jugoslawien und der Kapitulation Jugoslawiens 1941 wurde die Banschaft Vrbas dem Ustascha-Staat zugeschlagen, das es auflöste und in sein neues Staatsgebiet integrierte. Nach dem Krieg wurde im kommunistischen Jugoslawien Bosnien-Herzegowina in den Grenzen vor 1918 und als föderale Teilrepublik gebildet, die Banschaft Vrbas wurde nicht erneuert.